# Clayton M. Christensen
Pour les articles homonymes, voir Christensen.
Clayton Magleby Christensen (né le 6 avril 1952 à Salt Lake City (Utah) et mort le 23 janvier 2020 à Boston (Massachusetts) est un universitaire et un consultant américain.

## Biographie
Professeur d’administration des affaires à la Harvard Business School (HBS) de l'université Harvard, Clayton M. Christensen est surtout connu pour sa théorie sur la technologie de rupture (anglais : disruptive innovation) introduite pour la première fois dans son livre The Innovator's Dilemma (en) (1997).
Il est également cofondateur de Rose Park Advisors, une société de capital-risque, et d'Innosight, une société de conseil en gestion et d'investissement spécialisée dans l'innovation.

## Publications
- (en) Clayton M. Christensen, The Innovator's Dilemma : When new technologies cause great firms to fail, Boston, Harvard Business School Press, 1997, 225 p. (ISBN 978-0-87584-585-2, lire en ligne).